# Pieter van Laer

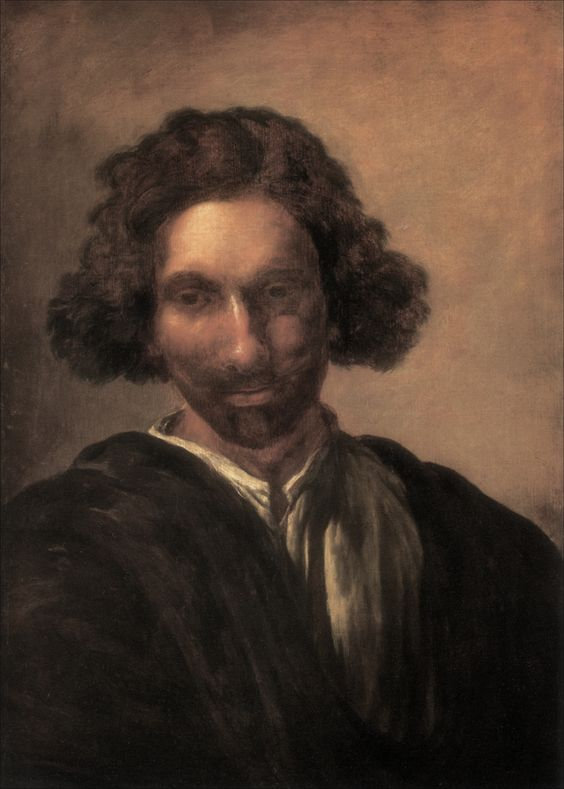
Autorretrato, óleo sobre tabla, 58,5 x 43 cm, Florencia, Galería Uffizi.

Pieter van Laer, más conocido como il Bamboccio (Haarlem, 1599-c. 1642), fue un pintor y grabador neerlandés de escenas de género o cotidianas, que alcanzó la fama durante una década de actividad en Roma. También citado con los nombres Pieter van Laar y Peter van Laer, su apodo «il Bamboccio» («el fantoche») dio origen al término bambochada, que se refiere a la temática de cuadros que solía pintar. 

## Biografía
Nacido en Haarlem, donde fue bautizado el 14 de diciembre de 1599 y se formó con Esaias van de Velde, en 1623 abandonó la ciudad para viajar por Francia e Italia. Residió en Roma de 1624 a 1639. La influencia de la pintura italiana se detecta en sus paisajes y fondos, pero en cuanto a temas se mantuvo fiel a la tradición holandesa. Se volcó en el mundo campesino: mercados, fiestas populares, escenas de caza. Comparado con el arte italiano predominante, de cuidada estética y contenido intelectual, su estilo resultaba tosco y casi feísta, con personajes rudos y poco agraciados. Sin embargo, hay que aclarar que el apodo bamboccio (deforme, grotesco) no se debía a los cuadros del pintor, sino a su propio físico.    
Coincidiendo con el auge de un naturalismo costumbrista derivado de Caravaggio, Van Laer se puso de moda y su producción, denominada bambochadas, fue imitada por varios pintores que residían en Roma, principalmente holandeses como él: Jan Both y su hermano Andries, Jan Miel, así como el ecléctico Sébastien Bourdon y el italiano Michelangelo Cerquozzi. Todos ellos fueron igualmente llamados bambochantes.  
Van Laer regresó a Holanda hacia 1639, estableciéndose primero en Ámsterdam y posteriormente en Haarlem, donde falleció en fecha desconocida pero en todo caso después de 1641.

## Obra

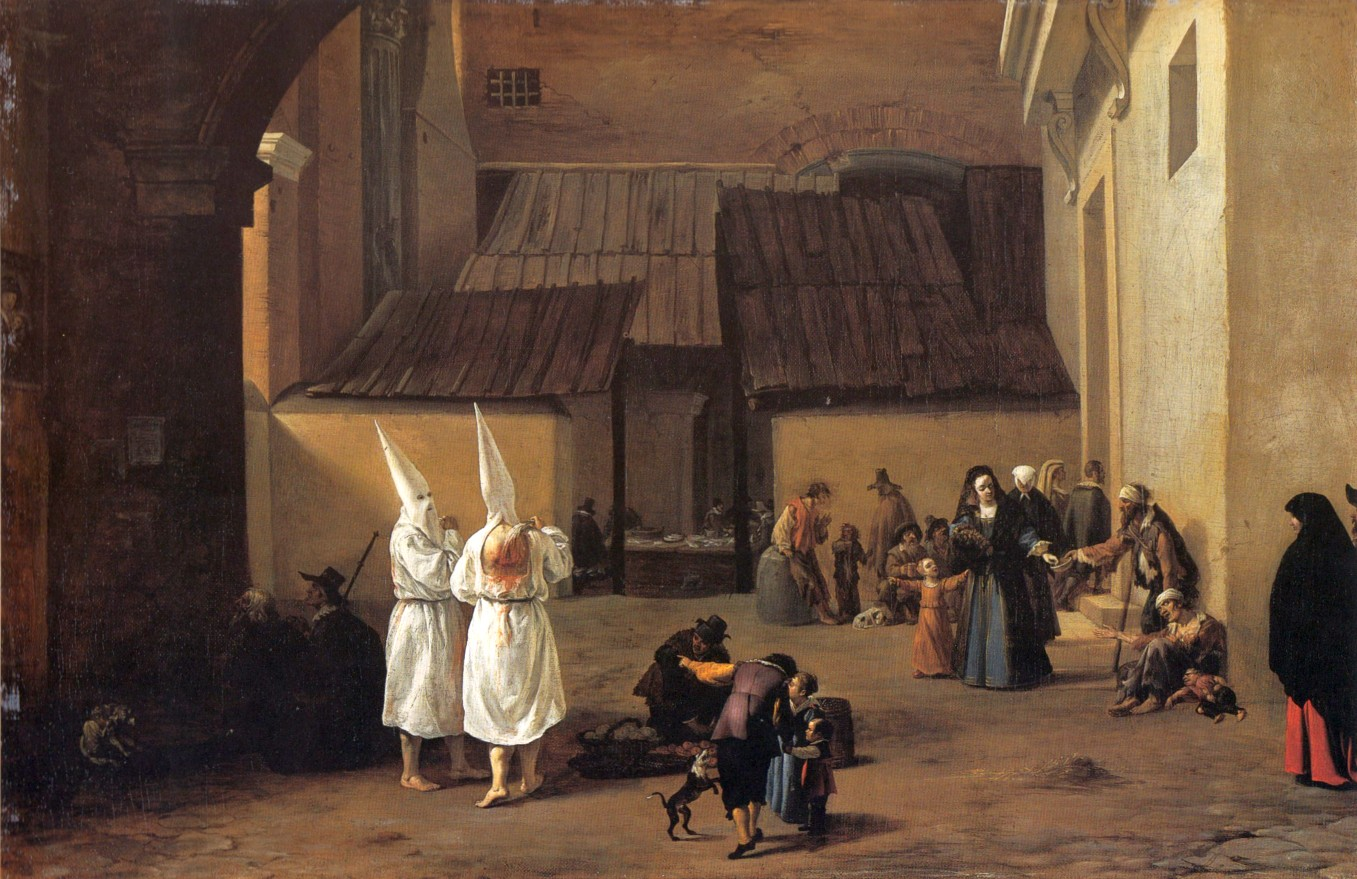
Los flagelantes, Pinacoteca Antigua de Múnich.

Las obras de Van Laer destacan por su buen dibujo y cuidada perspectiva. Su gama de color es generalmente cálida, en tonos ocres, a veces luminosos pero generalmente oscuros y contrastados. Se le atribuyen algunos aguafuertes sobre animales domésticos (burros y perros). 
Su estilo fue despreciado por los pintores de mayor éxito en Roma y Bolonia, de gusto clasicista: Guido Reni, Francesco Albani, Andrea Sacchi... Pero ello no repercutió en su éxito comercial. Van Laer se movió en primer lugar en el mercado abierto y con la ayuda de marchantes, sin encargos directos, pero en una década pudo fijar precios respetables por sus obras (30 o 35 escudos) y varios aficionados ilustres las coleccionaban, como Cassiano dal Pozzo, el marqués Vincenzo Giustiniani, el grabador Pietro Testa y el marchante flamenco Gaspar Roomer, que trabajaba en Nápoles. El estilo de Van Laer hubo de tener éxito en dicha ciudad, y en 1636 Van Laer dedicó una serie de grabados de animales al virrey de Nápoles, Fernando Afán de Ribera, duque de Alcalá.

## Fuente de información
- Biografía en Wikipedia en inglés
- Biografía de Van Laer en la Enciclopedia En línea del Museo del Prado